# 가나가세촌
가나가세촌(金ヶ瀬村)은 일본 미야기현 시바타군에 설치되었던 촌이다. 현재의 오가와라정 서부에 해당한다.